# Florence Wanjiru
Pour les articles homonymes, voir Wanjiru.
Florence Wanjiru est une athlète kényane.

## Carrière
Aux Championnats d'Afrique d'athlétisme 1984 à Rabat, Florence Wanjiru est médaillée d'argent du 800 mètres. Aux Jeux africains de 1987 à Nairobi, elle obtient la médaille d'argent du 800 mètres et du relais 4 × 400 mètres.